# 명주초등학교
명주초등학교는 대한민국 강원특별자치도 강릉시에 있는 초등학교다.

## 학교 연혁
- 1946.02.22 삼락공립국민학교로 설립 인가
- 1946.03.06 삼락공립국민학교 개교(6학급) (위치 : 홍제동 12번지 용강동 시장 뒤) 명주동 51번지에서 개교 예정이었으나 해방 후 중학교에 대여
- 1946.11.11 강릉사범학교 신설로 명주동 51번지 건물을 사범학교에 대여
- 1949.11.15 명주국민학교로 교명 변경
- 1950.11.05 구 중앙초등학교 자리로 이전 (강릉여중 옆)
- 1957.08.17 명주동 (現 명주예술마당/ 경강로2021번길 9-1)로 이전
- 1981.03.01 병설유치원 개원(1학급)
- 1996.03.01 명주초등학교로 개명
- 1999.03.01 제비초등학교 폐교로 학교 통합
- 2007.03.01 명주동 51번지에서 회산동 24번지로 신축- 이전
- 2014.09.01 제29대 이영자 교장 부임
- 2015.02.13 제70회 졸업식
- 2015.03.02 20학급 편성(특수 1학급 포함)